# Ben York Jones
Benjamin „Ben“ York Jones (* 11. Februar 1984 in Englewood, Bergen County, New Jersey) ist ein US-amerikanischer Schauspieler, Drehbuchautor und Filmproduzent.

## Leben
Jones wurde am 11. Februar 1984 in Englewood geboren und wuchs im kalifornischen Orange County auf. Er besuchte die Woodbridge High School in Irvine und schloss 2006 sein Studium an der Chapman University mit einem Bachelor of Fine Arts in Filmproduktion ab. Erste schauspielerische Erfahrungen sammelte er direkt nach seinem Studium in einer Reihe von Kurzfilmen. Für den 2008 erschienenen Kurzfilm Saturday Night at Norm’s war er für das Drehbuch und die Produktion zuständig.
2010 erschien der Film Douchebag, in dem er eine Rollenbesetzung übernahm und für die Produktion zuständig war. Regie übernahm Drake Doremus. 2011 folgte Wie verrückt. Jones übernahm die Rolle des Ross und war für das Drehbuch zuständig, Doremus führte wieder Regie. Der Film konnte im selben Jahr auf dem Sundance Film Festival den Dramatic Grand Jury Prize gewinnen. 2013 schrieb er das Drehbuch für Breathe in – Eine unmögliche Liebe, 2017 folgte das Drehbuch zum Film Newness, wofür er außerdem für die Produktion verantwortlich war. 2018 war er für das Drehbuch und die Produktion aller zehn Episoden der ersten Staffel der Netflix-Serie Everything Sucks! verantwortlich. Außerdem war er in sechs Episoden als Mr. Stargrove zu sehen. Die Serie wurde nach der ersten Staffel wieder abgesetzt.

## Filmografie (Auswahl)

### Schauspiel
- 2006: I’ll Meet You in Your Womb (Kurzfilm)
- 2007: Marksman (Kurzfilm)
- 2008: Saturday Night at Norm’s (Kurzfilm)
- 2009: Spooner
- 2009: The Substitute (Kurzfilm)
- 2009: Glorious Caravan
- 2009: Better Get Straight (Kurzfilm)
- 2010: Douchebag
- 2011: Wie verrückt (Like Crazy)
- 2012: The Beauty Inside (Mini-Serie)
- 2012: The Balloonist (Kurzfilm)
- 2012: Safety (Kurzfilm)
- 2014: Waves (Kurzfilm)
- 2015: But I’d Really Have To Kill You (Kurzfilm)
- 2018: Everything Sucks! (Fernsehserie, 6 Episoden)

### Drehbuch
- 2008: Saturday Night at Norm’s (Kurzfilm)
- 2011: Wie verrückt (Like Crazy)
- 2013: Breathe in – Eine unmögliche Liebe (Breathe In)
- 2013: Hollywood & Vines (Kurzfilm)
- 2017: Newness
- 2018: Everything Sucks! (Fernsehserie, 10 Episoden)
- 2018: Ashes in the Snow
- 2020: I’m Alright If You’re Alright (Kurzfilm)

- 2022: Der erste Blick, der letzte Kuss und alles dazwischen (Hello, Goodbye and Everything in Between)

### Produktion
- 2008: Saturday Night at Norm’s (Kurzfilm)
- 2010: Douchebag
- 2013: Nsfw (Kurzfilm)
- 2017: Newness
- 2018: Everything Sucks! (Fernsehserie, 10 Episoden)